# Ashe
Ashe je priimek več znanih oseb:
- Arthur Ashe (1943—1993), ameriški teniški igralec
- George Lyle Ashe (*1932), kanadski politik
- Saint George Ashe (1871—?), britanski veslač
- Thomas Ashe (1836—1889), angleški pesnik
- Thomas Samuel Ashe (1812—1887), ameriški politik